# Dizy (Marna)
Dizy – miejscowość i gmina we Francji, w regionie Grand Est, w departamencie Marna.
Według danych na rok 1990 gminę zamieszkiwały 1542 osoby, a gęstość zaludnienia wynosiła 477 osób/km².